# Evento de Edirne
O Incidente de Edirne (turco otomano: Edirne Vaḳʿası) foi uma revolta janízara que começou em Constantinopla (atual Istambul) em 1703. A revolta foi uma reação às consequências do Tratado de Karlowitz e à ausência do sultão Mustafá II da capital. O crescente poder do ex-tutor do sultão, Şeyhülislam Feizulá Efendi, e a economia em declínio do império causada pelo cultivo de impostos também foram as causas da revolta. Como resultado do Evento de Edirne, Şeyhülislam Feizulá Efendi foi morto e o sultão Mustafá II foi deposto do poder. O sultão foi substituído por seu irmão, o sultão Amade III. O Evento de Edirne contribuiu para o declínio do poder do sultanato e o aumento do poder dos janízaros e cádis.